# Victor Alli
Victor Alli ist ein US-amerikanischer Schauspieler.

## Karriere
2021 hatte Alli in dem Film Belfast seinen ersten Auftritt. 2021 erhielt er seine erste Rolle in der Fernsehserie Grantchester. Seine erste wiederkehrende Rolle hatte er 2022 in der Miniserie Last Light – Wenn die Welt dunkel wird. In der Fernsehserie Bridgerton spielte Alli 2024 eine durchgehende Rolle.

## Filmografie
- 2021: Belfast
- 2021: Grantchester (Fernsehserie, Folge 6x04)
- 2022: Tod auf dem Nil (Death on the Nile)
- 2022: The Man Who Fell to Earth (Fernsehserie, Folge 1x04)
- 2022: Last Light – Wenn die Welt dunkel wird (Last Light, Miniserie, 4 Folgen)
- 2022: Andor (Fernsehserie, Folge 1x11 Tochter von Ferrix)
- 2023: Unicorn: Warriors Eternal (Fernsehserie, 2 Folgen, Sprechrolle)
- seit 2024: Bridgerton (Fernsehserie)
- 2024: Gangs of London (Fernsehserie, Folge 3x01)